# Joseph Grew

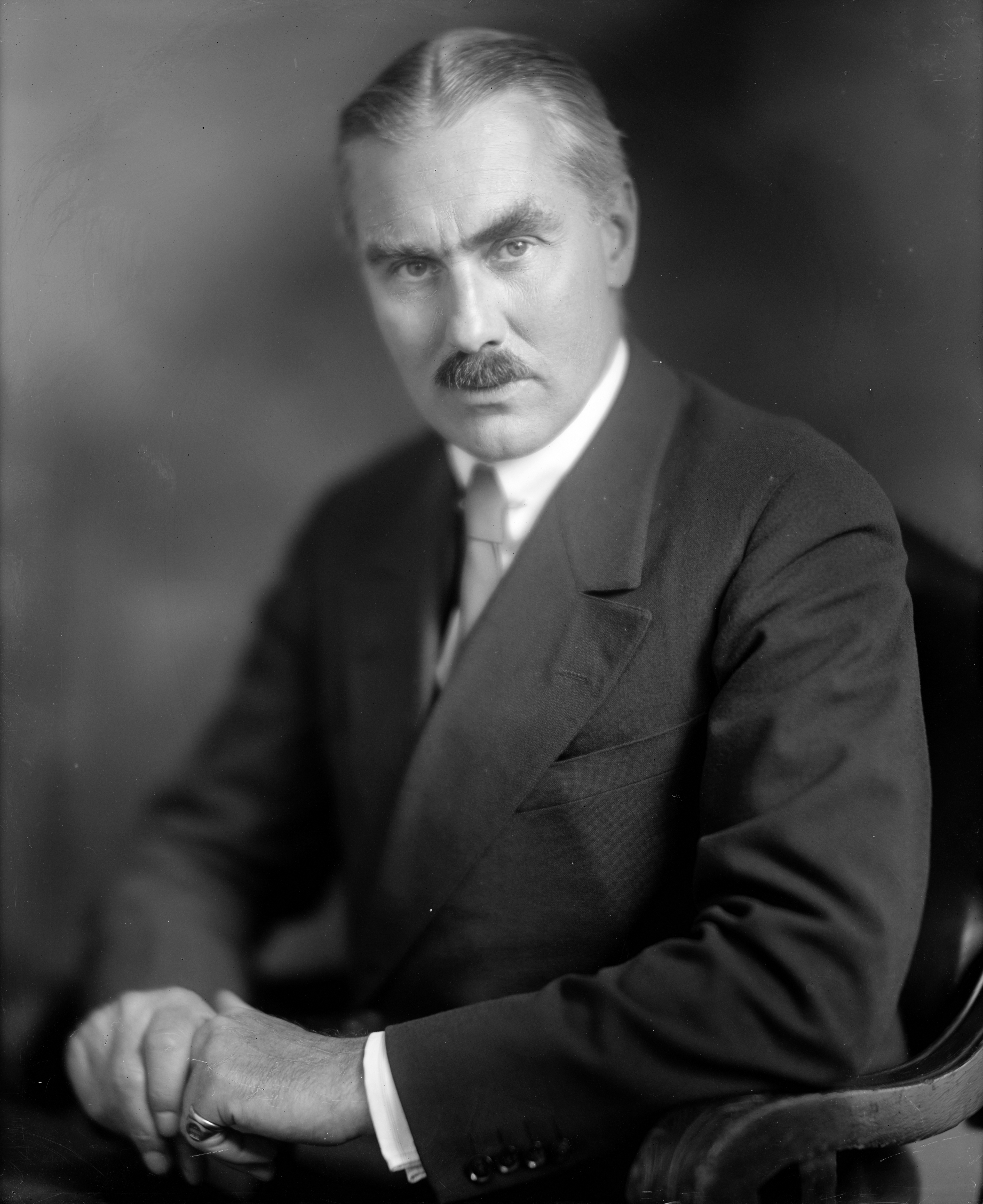
Joseph Clark Grew

Joseph Clark Grew (* 27. Mai 1880 in Boston, Massachusetts; † 25. Mai 1965 in Manchester-by-the-Sea, Massachusetts) war ein US-amerikanischer Diplomat.

## Leben
Joseph Clark Grew war der Sohn von Annie Crawford Clark und Edward Sturgis Grew, einem Wollhändler. Sein Onkel war Russell Sturgis, Partner des Opiumhändlers Russell & Company. 1905 heiratete er Alice Perry; sie hatten vier Töchter. Er gehörte der Episkopalkirche der Vereinigten Staaten von Amerika an. Von 1892 bis 1898 ging er auf die Groton School, die zwei Jahrgangsstufen unter ihm auch der befreundete Franklin D. Roosevelt besuchte. 1902 schloss er ein Studium an der Harvard University mit einem Bachelor-Grad ab und reiste nach Britisch-Indien, wo er eine Malaria beim US-Konsul auskurierte. Ab 19. Juli 1904 war er Vizekonsul in Kairo, wo er am 3. November 1904 zum Deputy Consul befördert wurde. Am 1. März 1905 wurde er Gesandtschaftssekretär III. Klasse in Mexiko-Stadt. Am 7. Mai 1907 wurde er Gesandtschaftssekretär III. Klasse in Sankt Petersburg. Am 10. Juni 1908 wurde er Gesandtschaftssekretär II. Klasse in Berlin. Am 27. Januar 1911 wurde er Gesandtschaftssekretär in Wien. Am 12. September 1912 wurde er Gesandtschaftssekretär in Berlin, wo er am 5. Februar 1915 zum Gesandtschaftssekretär I. Klasse und am 17. Juli 1916 zum Gesandtschaftsrat befördert wurde.
Von 14. Februar 1917 bis zum 6. April 1917, dem Tag des Eintritts der Vereinigten Staaten in den Ersten Weltkrieg, war er Geschäftsträger in Wien in Österreich-Ungarn. Am 23. Mai 1917 wurde er zu Pflichten im Außenministerium herangezogen. Am 14. März 1918 wurde er zum geschäftsführenden Leiter der Abteilung Westeuropa ernannt. Am 15. Oktober 1918 wurde er zum Gesandtschaftssekretär der US-Delegation bei den Waffenstillstandsverhandlungen von Versailles ernannt. Am 30. November 1918 wurde er zum außerordentlichen Gesandten und Ministre plénipotentiaire der US-Delegation beim Friedensvertrag von Versailles ernannt. Am 28. November 1919 wurde er zum Gesandtschaftsrat in Paris ernannt.
Am 7. April 1920 wurde er zum außerordentlichen Gesandten und Ministre plénipotentiaire in Kopenhagen. Am 24. September 1921 wurde er zum außerordentlichen Gesandten und Ministre plénipotentiaire in Bern ernannt. Vom 3. Juni 1920 bis 4. März 1921 war er in Bern akkreditiert. Mit Sitz in Bern war er vom 9. Juni 1920 bis 14. Oktober 1921 in Kopenhagen akkreditiert. Von 20. November 1922 bis 4. Februar 1923 sowie vom April bis Juli 1923 war er inoffizieller Beobachter der US-Regierung bei den Verhandlungen zum Vertrag von Lausanne.
Am 29. April 1923 wurde er ermächtigt, einen Vertrag mit der Regierung İsmet İnönü über allgemeine Beziehungen und ein Auslieferungsabkommen zu verhandeln und abzuschließen. Am 4. Februar 1924 wurde er zum inoffiziellen Vertreter der US-Regierung bei der neunten Sitzungsperiode der vorbereitenden gemischten Kommission zur Genfer Abrüstungskonferenz sowie in Paris ernannt. Von 16. April 1924 bis 30. Juni 1927 war er United States Under Secretary of State.
Zwischen 1927 und 1932 vertrat er die USA als Botschafter in Ankara. 1932 erfolgte seine Berufung in die American Academy of Arts and Sciences. Am 6. Juni 1932 wurde Grew von Präsident Herbert Hoover als Nachfolger von William Cameron Forbes zum US-Botschafter in Japan ernannt und übte dieses Amt bis zum 8. Dezember 1941 aus. Als US-Botschafter in Japan kritisierte er Roosevelts „Quarantäne-Rede“ im Oktober 1937 als „schwerwiegenden Fehler“ und hielt es für unangemessen, moralische Kategorien zur Beurteilung der internationalen Beziehungen zu verwenden. Am 27. Januar 1941 sandte er ein Fernschreiben an Roosevelt, in dem er mitteilte, dass er von Ricardo Rivera Schreiber über japanische Pläne für einen überraschenden Angriff auf Pearl Harbor informiert worden sei. Sein Bericht wurde an Harold R. Stark und Husband E. Kimmel weitergeleitet und geheim gehalten.
Nach der US-amerikanischen Kriegserklärung an Japan wurde er am 8. Dezember 1941 durch die Regierung von Tōjō Hideki interniert. Im Juli 1942 wurde er mit 1450 weiteren US-amerikanischen und Bürgern anderer Feindstaaten mit der Asama Maru begleitet von der Conte Verde von Tokio nach Lourenço Marques gebracht. Nomura Kichisaburō wurde mit 1096 japanischen Bürgern auf der MS Gripsholm vom New Yorker Hafen nach Lourenço Marques gebracht, wo die beiden Gruppen am 22. Juli ausgetauscht wurden, das MS Gripsholm fuhr dann über Rio de Janeiro nach New Jersey.
1942 war er Assistent von Cordell Hull. 1944 leitete er die Abteilung Fernost. Von 20. Dezember 1944 bis 15. August 1945 war er ein weiteres Mal United States Under Secretary of State. Von Ende Januar 1945 bis Anfang August 1945 war er überwiegend geschäftsführender Außenminister. Mit Henry L. Stimson und James V. Forrestal verfasste er einen Entwurf zum Potsdamer Abkommen, in welchem Japan ausdrücklich angeboten wurde die Institution des Tennō bei einer bedingungslosen Kapitulation als repräsentative Monarchie beizubehalten. Harry S. Truman folgte diesem Vorschlag nicht. Ebenfalls als geschäftsführender Außenminister unterzeichnete er am 11. Juli 1945 einen Befehl, welcher die Rückführung von 153 Angehörigen der Russische Befreiungsarmee am 31. August 1945 in die Sowjetunion zur Folge hatte. Er wurde in den Ruhestand versetzt und fungierte als Vorsitzender des Nationalkomitee für ein freies Europa (der Träger des Radio Free Europe).

## Golf
Sein Golfpartner während der Internierung war Kishi Nobusuke. Im Kabinett Tōjō Hideki war Nobusuke Minister für Handel und Industrie, 1941 Mitunterzeichner einer Kriegserklärung an das Kabinett Franklin D. Roosevelt, und leitete während des Zweiten Weltkrieges das Munitionsministerium. Das Kabinett Eisenhower erwirkte über Nützliche Aufwendungen beim Lockheed-Skandal über die Parteienfinanzierung der Liberaldemokratischen Partei (Japan) eine willfährige japanische Außenpolitik, welche auf Okinawa Kernwaffen und einen Bereitstellungsraum für die Boeing B-52flotte für den Vietnamkrieg gegen die Vorbehalte der Bevölkerung durchsetzte.

## Veröffentlichungen
- Sport and travel in the Far East, 1910
- Ten years in Japan, 1944  (Zehn Jahre in Japan, 1947, Übersetzung und Vorwort: Hans-Georg Müller-Payer)
- Turbulent era,: A Diplomatic Record of Forty Years, 1952
- Lausanne Diary
- Neue Türkei